# Carolina de Robertis
Carolina de Robertis là một tác giả người Mỹ gốc Uruguay và giáo viên dạy viết sáng tạo tại Đại học bang San Francisco. Cô từng là tác giả giành giải thưởng văn học với ba cuốn tiểu thuyết và là biên tập viên của một tuyển tập từng đoạt giải thưởng, Radical Hope (2017), bao gồm các bài tiểu luận của các nhà văn như Junot Diaz và Jane Smiley. Cô cũng nổi tiếng với công việc dịch thuật của mình, thường xuyên dịch các tác phẩm tiếng Tây Ban Nha.

## Đầu đời và sự nghiệp
Carolina de Robertis là con của hai cha mẹ người Uruguay. Cô chuyển suốt thời thơ ấu, được sinh ra ở Anh, sau đó chuyển đến Thụy Sĩ, cho đến khi cuối cùng kết thúc tại Los Angeles, California.    Cô nhận bằng Cử nhân Nghệ thuật về văn học Anh từ Đại học California, Los Angeles năm 1996. Cô cũng đã nhận được bằng Thạc sĩ Mỹ thuật về văn bản sáng tạo từ Đại học Mills năm 2007 
de Robertis đã phát hành cuốn sách đầu tiên của mình, The Invisible Mountain, vào năm 2009. Cuốn tiểu thuyết là một cuốn sách bán chạy quốc tế, được dịch ra 17 thứ tiếng, bao gồm tiếng Ý, Tây Ban Nha, Đức, Hà Lan, Pháp, Do Thái và Trung Quốc. Nó đã giành được cuốn sách hay nhất cho San Francisco Chronicle, O, Tạp chí Oprah và Booklist. Nó cũng là một người vào chung kết cho Giải thưởng Sách California, Giải thưởng Sách Latino quốc tế và Giải thưởng Sách đầu tiên của VCU Cabell.
de Robertis làm việc như một cố vấn hiếp dâm và rất tích cực trong cộng đồng LGBTQ + của Vùng Vịnh trong mười năm ở độ tuổi 20.